# St. Georg ob Tösens

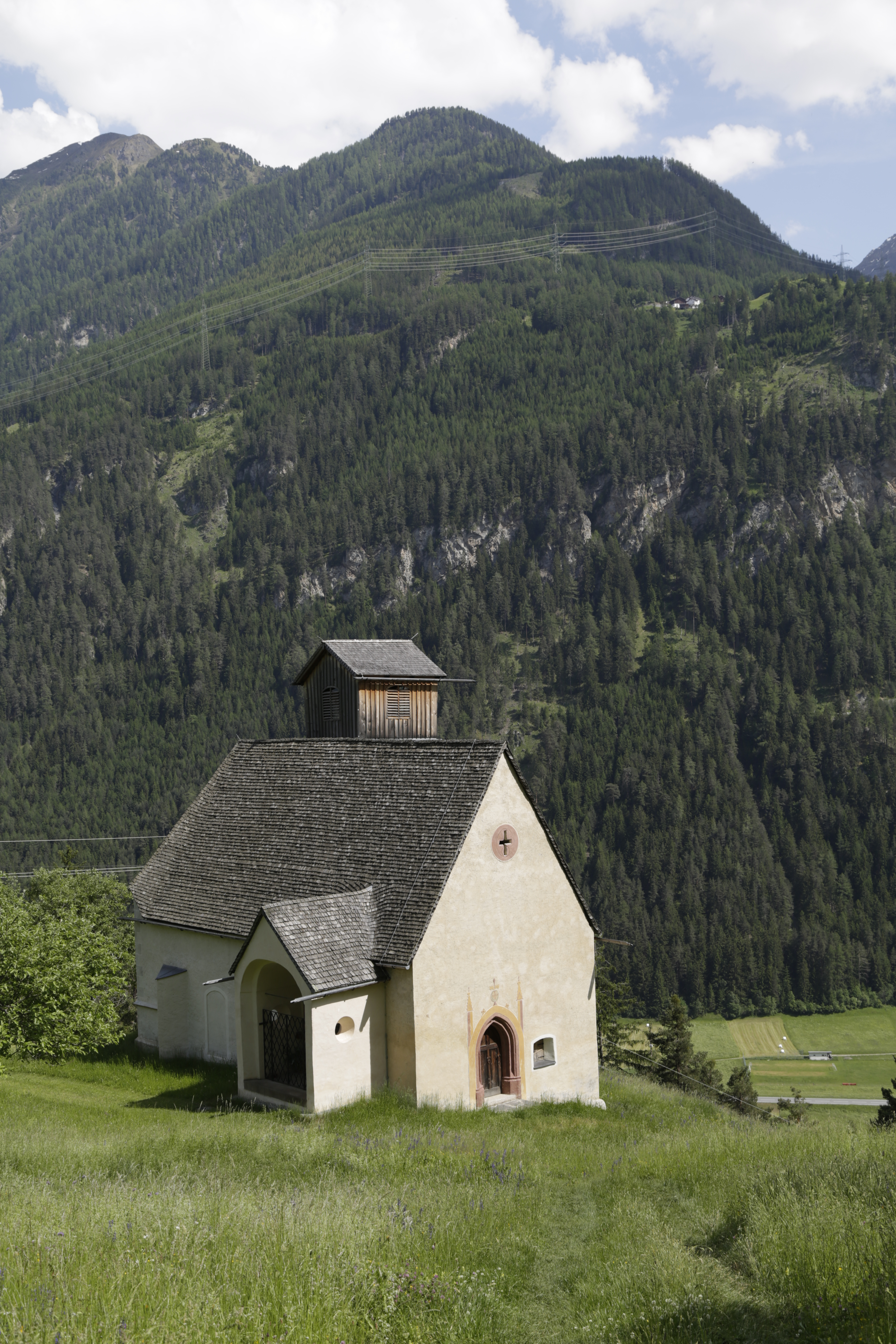
Die Kirche von St. Georgen aus gesehen

Die Filialkirche hl. Georg ist eine römisch-katholische Kirche auf einem Wiesenhang St. Georgen oberhalb von Tösens und südlich unterhalb von Serfaus in der Gemeinde Serfaus in Tirol.

## Geschichte
Die im Kern romanische Kirche wurde 1429 urkundlich genannt. Ihre heutige Erscheinung ist spätgotisch und stammt aus der zweiten Hälfte des 15. Jahrhunderts, der Chor wurde 1497 geweiht.

## Baubeschreibung

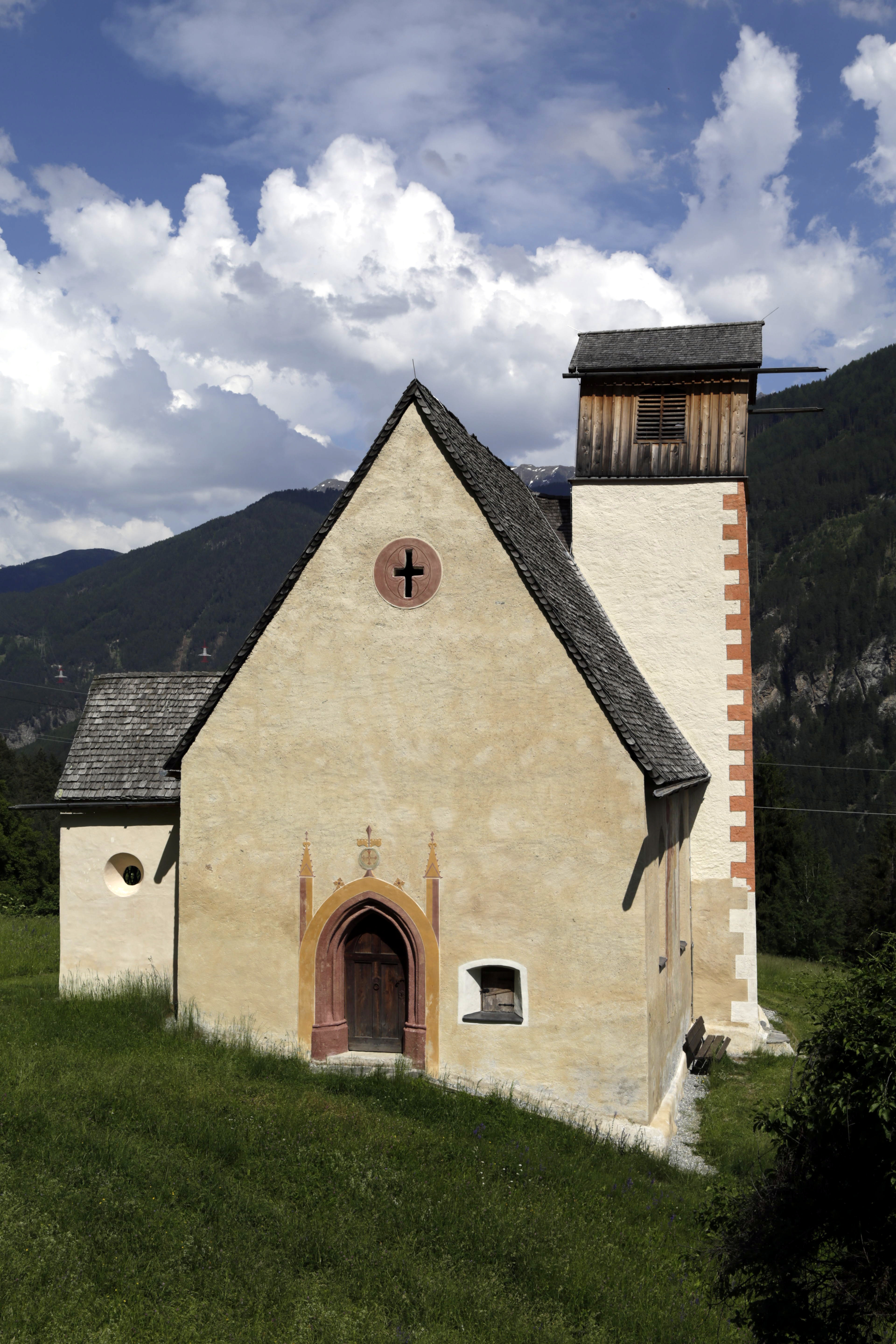
Sicht auf das Hauptportal

Der Chor mit polygonalem Schluss liegt nordseitig in der Linie der Langhausmauer und ist südseitig eingezogen. Der niedrige Südturm ist leicht in die Kirche eingestellt und hat ein hölzernes Glockengeschoß unter einem Satteldach. Nordseitig am Langhaus ist ein nach Norden offener gratgewölbter Kapellenanbau aus dem 17. Jahrhundert mit einem Kruzifix aus dem 17. Jahrhundert. Das spitzbogige Westportal ist zweifach gekehlt. An der Südfassade befindet sich eine Wandmalerei des hl. Christophorus vom Anfang des 16. Jahrhunderts.

### Interieur

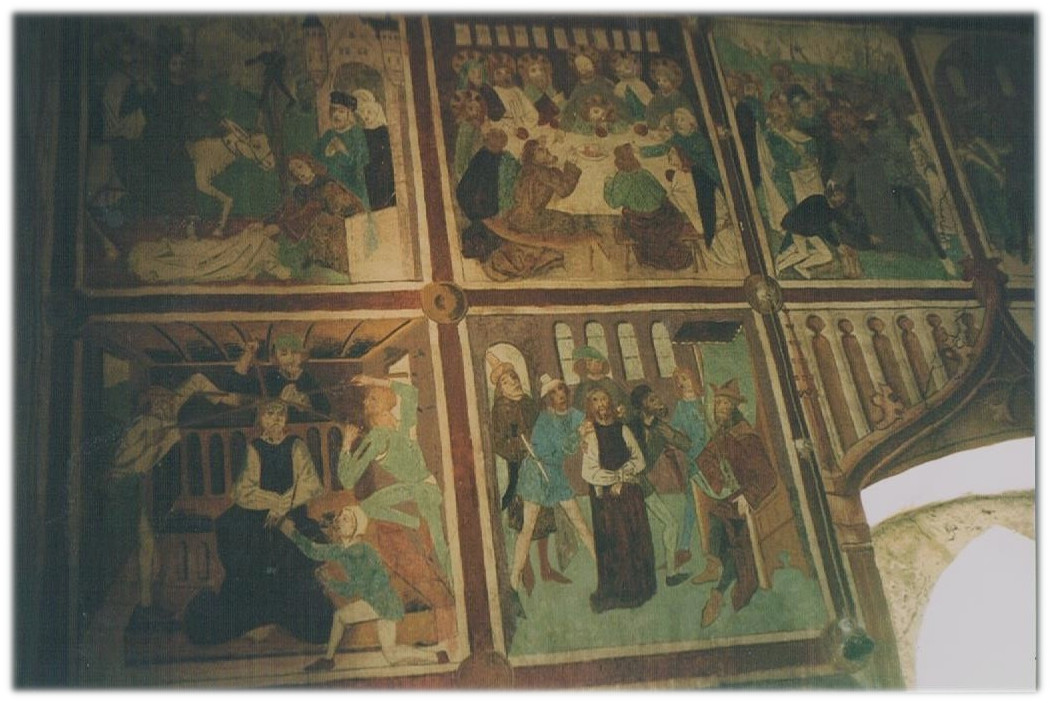
Fresken mit Teilen des Passionszyklus

Das Langhaus hat eine flache Holzkassettendecke aus dem 16. Jahrhundert, der zweijochige Chor mit 3/8-Schluss ein Netzrippengewölbe auf Runddiensten, beide verbindet ein spitzbogiger abgefaster Triumphbogen. An der Ostwand ist die Bezeichnung 1496, darunter sind Rötelzeichnungen mit der Bezeichnung 1513. Der Chor und die Langhaussüdwand haben zweibahnige Maßwerkfenster. Die spätgotische vollständige Ausmalung des Langhauses ist mit 1482 das Gemel hat gemacht max maller von innspruck bezeichnet und wird dem Maler Marx Donauer zugeschrieben. Die Wandmalerei zeigt an der Triumphbogenwand hl. Apollonia, Verkündigung, Christus am Ölberg und an einer verdeckten Altarnische den Kindermord in Bethlehem, an der Südwand das Martyrium des hl. Sebastian, der Drachenkampf des hl. Georg, hl. Christophorus, an der Westwand und der Nordwand in einem Zyklus von 14 Bildern die Passion. Unter den Bildfeldern sind gemalte Inschriften und ein Sockelband mit Apostelzeichen, Apostelhalbfiguren und weibliche Heilige.
Den Hochaltar mit einem Reliquienschrein schuf um 1680 urkundlich der Schreiner Martin Stämer. Die Statuen der Heiligen Georg und Sebastian werden dem Bildhauer Klemens Sattler zugeschrieben. Im Auszug ist eine Figur Maria Immaculata um 1700 und wird dem Umkreis des Bildhauers Andreas Thamasch bzw. des Bildhauers Andreas Kölle zugeschrieben. Das Antependium mit der Darstellung des Pfingstwunders schuf 1831 Kaspar Jele.
Der spätgotische Flügelaltar um 1500 beinhaltet im Schrein die Figuren der Heiligen Anna selbdritt, Joachim und Sebastian, die Flügel außen die Heiligen Bartholomäus und Petrus, innen das Martyrium der Ursula, die Kreuzauffindung der Helena, in der Predella die Veronika mit Tuch.
Die Kanzel stammt aus dem 17. Jahrhundert. Das frühbarocke Triumphbogenkreuz schuf 1630 Jörg Schwarz. Das Vortragekreuz ist aus dem 17. Jahrhundert. Zwei Vortragestangen mit Leuchterengeln sind mit J. K. 1617 bezeichnet.

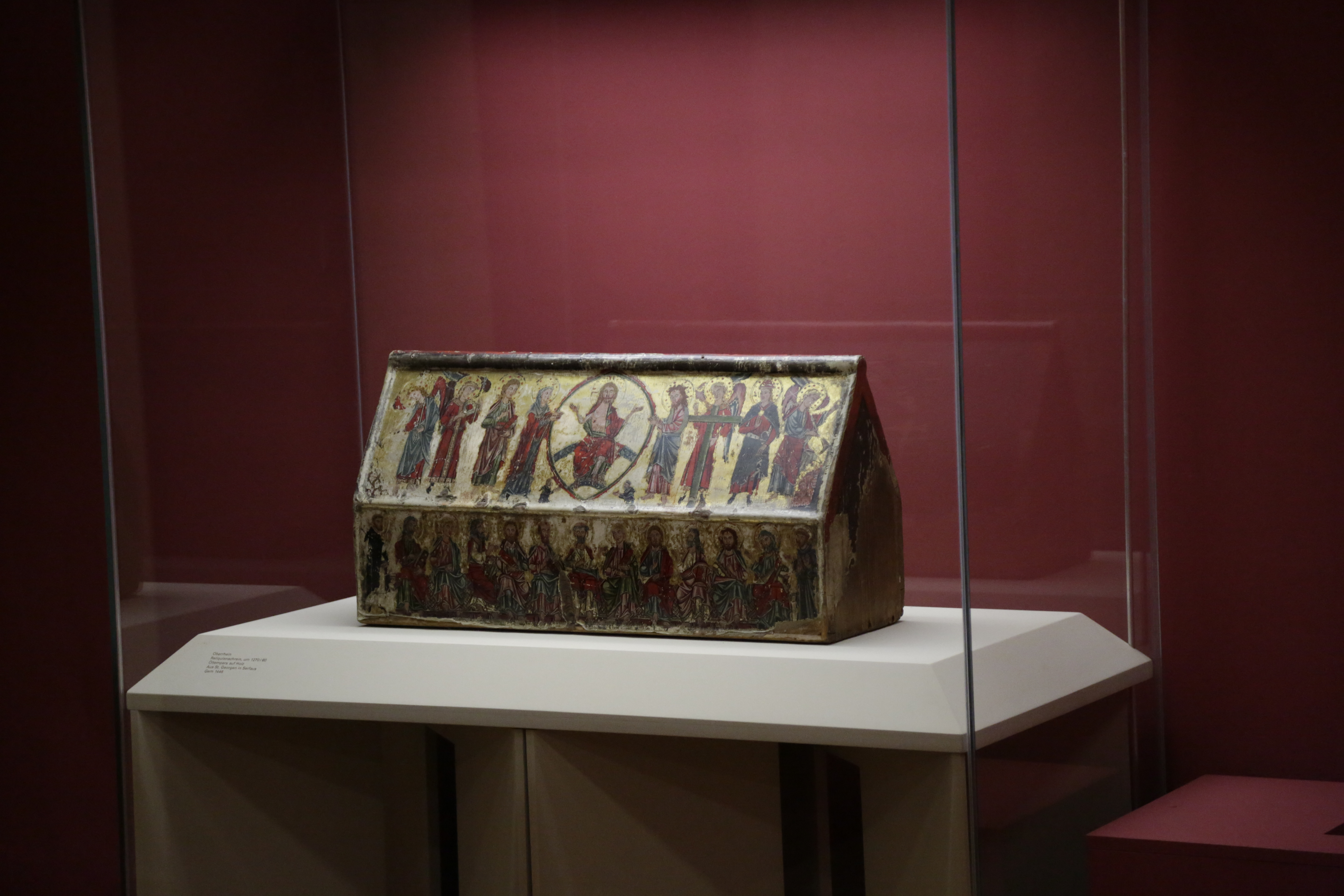
Der originale Reliquienschrein im Landesmuseum Tirol

In einer vergitterten Nische an der Chorwand befand sich einst ein Reliquienschrein aus der Zeit um 1270 bis 1280, das Original befindet sich seit 1903 im Tiroler Landesmuseum. Eine Kopie des Schreins von Alois Norer (1876–1951) wird seit 2014 im Pfarrmuseum Serfaus ausgestellt.